# Bellême (Adelsgeschlecht)
Bellême (Belesme) war eine Adelsfamilie, die vom 10. bis zum Ende des 11. Jahrhunderts in der Normandie und in Maine existierte. Rechnet man die Nachkommen in weiblicher Linie dazu, die den Namen Bellême führten, aber zum Haus Montgommery gehörten, erreichte die Familie den Höhepunkt ihrer Macht sogar erst im 12. Jahrhundert.

## Geschichte
Wie beim Haus Tosny, so vermutet der Historiker Lucien Musset auch beim Haus Bellême und Herkunft aus dem französischen Kernland und nicht aus dem normannischen Adel. Ahnherr war Yves de Creil, der im 10. Jahrhundert an der Oise begütert war. Gérard Louise hat aufgrund einer Vermutung J. Boussards nachgewiesen, dass ihre Heimat die Grafschaft Maine und hier das Saosnois war.
Ab dem Jahrtausendwechsel gelang es der Familie, einige Angehörige als Bischof von Le Mans (Sigefroi I. de Bellême, Avesgaud de Bellême) bzw. Bischof von Sées (Sigefroi II. de Bellême, Yves de Bellême) zu etablieren, von denen einige ihr Bistum beraubten, um ihre Verwandten zu versorgen. Im 11. Jahrhundert besaßen die Herren von Bellême dadurch ein umfangreiches Gebiet entlang der Grenzen der Normandie und Maines. Sie schufen ein quasi unabhängiges Fürstentum, indem sie ein Schaukelpolitik zwischen ihren mächtigeren Nachbarn (Normandie, Maine, aber auch Blois und Anjou) vollzogen. Zu Beginn des 11. Jahrhunderts kämpfte Guillaume I. de Bellême gegen Graf Herbert I. von Maine, und 1027 revoltierte er gegen den normannischen Herzog Robert I.

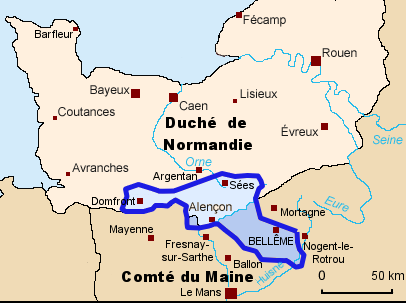
Ausdehnung der Seigneurie Bellême um 1050

Ab 1050 folgte aufgrund der Heirat zwischen der Erbin Mabile de Bellême und einem Vertrauten des Herzogs Wilhelm II., Roger II. de Montgommery, eine Zeit des Friedens mit der Normandie, die aber keine Zusammenstöße mit benachbarten Herren, wie der Familie Giroie und den Grafen von Mortagne ausschloss. Den Höhepunkt ihrer Macht erreichten die Herren von Bellême unter Robert de Bellême, Mabiles Sohn, der auch als Robert de Montgommery bezeichnet wird. 
Die normannischen Geschichtsschreiber Wilhelm von Jumièges und Ordericus Vitalis beschreiben mehrere Familienmitglieder als grausam und hinterhältig, was der Familie insgesamt einen negativen Ruf eingebracht hat. Die bekannteste Episode ist die Verstümmelung von Guillaume Giroie durch Guillaume II. Talvas de Bellême. Guillaume Giroie, ein Vasall Bellêmes, war zur zweiten Hochzeit seines Lehnsherrn eingeladen; nach seiner Ankunft in Alençon wurde er festgesetzt und verstümmelt: ihm wurden die Augen ausgestochen, Nase und Ohren abgeschnitten, er wurde entmannt. Guillaume Talvas war zwar bei dieser Aktion nicht dabei (er befand sich auf der Jagd), war aber der Auftraggeber dieser Handlung.
Ordericus Vitalis erinnert darüber hinaus an den gewaltsamen Tod vieler Familienmitglieder, wie um zu beweisen, dass schlechte Christen immer bestraft werden: Robert I. wurde erschlagen, sein Bruder Arnoul erdrosselt (nachdem er ein Schwein gestohlen hatte), Mabile de Bellême wurde enthauptet, Robert II. verbrachte die letzten mindestens 15 Jahre seines Lebens im Gefängnis. 
In späterer Zeit verdunkelten die Historiker das Bild der Familie noch dadurch, dass sie den Angehörigen vielsagende Beinamen gaben: Guillaume II. Talvas wurde „der Grausame“ (le Cruel) genannt, Mabile de Bellême „die Giftmischerin“ (l’Empoisonneuse), Robert II. „der Teufel“ (le Diable). Selbst der Beiname „Talvas“, der von mehreren Familienmitgliedern getragen wurde, kann abwertend verstanden werden: Gérard Louise folgend stammt er von talevassier, worunter eine Raubritter zu verstehen sein soll. Lediglich Yves de Bellême, der Bischof von Sées, scheint in den Augen der Nachwelt Gnade gefunden zu haben.
Dennoch schreibt Lucien Musset: „Es wäre ungerecht, die Familie lediglich aufgrund der sehr parteiischen Äußerungen Ordericus Vitalis’ zu beurteilen, und ihr Angehörigen nur als Kriegsherren, Burgenbauer und grausame Menschen zu sehen“; an anderer Stelle weist Musset auf ihre wirksamen Maßnahmen bezüglich der Verwaltung und der Rechtsprechung hin.

## Stammliste (Auszug)
Der Beginn der Stammliste besteht aus drei Fragmenten, wobei es aufgrund der überlieferten verwandtschaftlichen Beziehungen der Bischöfe von Le Mans untereinander denkbar ist, dass es sich bei Sigefridus, Fulcuich und Yves de Creil um drei Brüder handelt.
1. Sigefridus, † 1002, 969 Bischof von Le Mans, Onkel von Bischof Avesgaud von Le Mans.
  1. Albéric, Seigneur de Sarcé et de Coulongé; ⚭ Hileardis
    1. Hugues de Genest; ⚭Agnès
    2. Herbert de la Milesse; ⚭ Adelise
      1. Aubry, 1091 bezeugt

    3. Robert de la Milesse
2. Fulcuich, † wohl vor 997/1008; ⚭ Rothais, † wohl vor 997/1008 
  1. Billeheudis
  2. Eremburgis
  3. Ives, Neffe des Bischofs Sigefridus von Le Mans
3. Ives de Creil (de Credulio), gründet Notre-Dame-de-Bellême; ⚭ Godehildis, Schwester von Liegeart
  1. Guillaume, "princeps" de Bellême (Belisama) um 1000 Seigneur de Saosnois; ⚭ Mathilde, Dame de Condé-sur-Noireau (vielleicht aus der Familie der Rolloniden), † wohl 1033
    1. Guillaume I. Talvas, † wohl 1031, "princeps" de Bellême, Sire d’Alençon, erbaut Domfront; ⚭ Mathilde
      1. Foulques, X wohl 1030/31
      2. Guérin (Warinus), ermordet 1026, um 1020 Seigneur de Domfront
        1. Adeliz; ⚭ Rotrou I., Vizegraf von Châteaudun, 1058 Graf von Mortagne, † wohl 1080 (Haus Châteaudun)
        2. (unehelich, Mutter unbekannt) Raoul, 1050 bezeugt

      3. Robert I., 1031 Sire de Bellême, ermordet 1033 im Gefängnis
        1. (unehelich, Mutter unbekannt) Guérin
        2. (unehelich, Mutter unbekannt) Guillaume, Seigneur de Contilly

      4. Guillaume II. Talvas, † nach 1055, 1033 Sire d’Alençon, gründet Saint-Martin de Sées; ⚭ I Hildeburge, Tochter von Arnoul; ⚭ II Haberge, Tochter von Raoul IV. de Beaumont, Vizegraf von Maine, Witwe von Tesselin de Montrevault
        1. (I) Arnoul, ermordet
        2. (I) Mabile de Bellême, † ermordet 1082, Dame d’Alençon, de Sées, 1070 Dame de Bellême et du Saosnois, erbaut La Roche-Mabile; ⚭ Roger II. de Montgommery, Vicomte du Hiémois, † 1094/95 (Haus Montgommery)
        3. (unehelich, Mutter unbekannt) Olivier du Mesle, Seigneur de Courtomer
          1. Robert Oison, 1089 bezeugt
            1. Enguerrand Oison; ⚭ NN, Dame du Ferrières – Nachkommen

          2. Guillaume Oison
          3. Raoul
          4. Hugues, geistlich

      5. Benoît, geistlich in Fleury
      6. (unehelich, Mutter unbekannt) Sifridus, Kapitän zu Le Mêle-sur-Sarthe, dann Seigneur d’Escures, du Bouillon, de La Chapelle-près-Sées et de Congé

    2. Ivo, 1033/70 Sire de Bellême et Seigneur de Saosnois, † 1070, 1035/70 Bischof von Sées
    3. Robert, † vor 1068

  2. Ives, † 1030, 1005 Abt von Fleury
  3. Avesgaud (Avejot), † 1036, 1002 Bischof von Le Mans, Graf Gilduin von Breteuil wird als sein avunculus bezeichnet (siehe Haus Le Puiset)
  4. Hildeburgis; ⚭ Aimon, Seigneur de Château-du-Loir et de Coëmont (Cohémon), † wohl nach 1030
  5. Godehildis; ⚭ I Albert de La Ferté-en-Beauce; ⚭ II Raoul II., Vizegraf von Maine, 967/97 bezeugt
    1. (I) NN
      1. Arnoul de Bellême, 1018 Kanzler von Frankreich, 1023/52 Erzbischof von Tours